# Истинић
Истинић (алб. Isniq) је насељено место у општини Дечани, на Косову и Метохији. Према попису становништва из 2011. у насељу је живео 3.871 становник.

## Географија
Овде се налазе Споменик природе „Стабло липе на месту званом Тебреја“ и Споменик природе „Група стабала липе у селу Истинић“.

## Историја
Цар Душан је светој обитељи Високи Дечани, поред осталих, поклонио и село Истинићи. У том селу је соколар био Пргоје.

## Становништво
По попису из 1948. године Истинић је био најмногољудније село у општини Дечане са 1.725 становника. До 1991. године број становника се увећао на 4.203. Према попису из 2011. године, Истинић има следећи етнички састав становништва:
| Националност | 2011.          |
| Албанци      | 3.866 (99,87%) |
| Бошњаци      | 2 (0,05%)      |
| непознато    | 3 (0,08%)      |
| Укупно       | 3.871          |

| Демографија | Демографија | Демографија |
| Година      | Становника  | Становника  |
| ----------- | ----------- | ----------- |
| 1948.       | 1.725       |             |
| 1953.       | 1.768       |             |
| 1961.       | 1.955       |             |
| 1971.       | 2.499       |             |
| 1981.       | 3.393       |             |
| 1991.       | 4.203       |             |
| 2011.       | 3.871       |             |